# Pierre-Amédée Foucques de Wagnonville
Pierre-Amédée Foucques de Wagnonville originaire d'Abbeville lègue en 1877 au musée de la Chartreuse de Douai une importante collection d'œuvres d'origine italienne.

## Biographie
- propriétaire en 1824 du château de Wagnonville il s'occupe en Italie à recueillir les documents relatifs à notre statuaire dont le fameux Jean de Bologne[1].

## Œuvres objet du legs

### Sculpture en bronze deTiziano Aspetti
- L'Espérance
- la Charité
- La Foi

### Sculptures deJean de Bologne
Certaines des œuvres citées ci-dessous sont des copies faites d'après les originaux
- Enlèvement de Déjanire par le centaure Nessus
- Apollon ; Baigneuse agenouillée
- Baigneuse posant le pied sur un vase de parfum
- Cheval marchant
- Christ en croix
- Ecce homo
- Hercule portant la tête de Busiris
- Hercule portant le monde
- Hercule portant le sanglier d'Erymanthe
- Hercule tuant l'hydre de Lerne
- Jésus au calvaire
- Jésus couronné d'épines
- Jésus devant Caïphe
- Jésus devant Pilate
- L'Astronomie
- L'Enlèvement d'une Sabine
- L'Enlèvement des Sabines
- la flagellation
- Main
- Mercure volant
- Petit faune
- Petit Lion marchant
- Saint Jean-Baptiste prêchant
- Taureau marchant
- Vénus dans le bain
- Crucifix
- Christ en croix mort
- Putto

### Sculptures deEustache-Marie-Joseph Bra
- saint Arnould

### Sculptures deAndrea Briosco
- satyre femelle
- Satyre mâle
- Samson massacrant les Philistins

### Sculptures deFélicie de Fauveau
- l'Âme se détachant des sentiments terrestres

### Sculptures deJean-François Legendre-Héral
- Giotto dessinant sur le sable

### Sculptures de maître des madones de marbre
- le Christ couronné d'épines

### Sculptures dePierino da Vinci
- Pissatore

### Sculptures deAntonio Pollaiuolo
- Hercule étouffant Antée (moulage d'après --)

## Sources et références
- Base Joconde du  ministère de la Culture

1. ↑  Statistique archéologique du département du Nord, 1824, archivé au Harvard College Library (Google book)